# Comité olympique français
Pour les articles homonymes, voir COF.
Le comité olympique français (COF) gère le mouvement olympique de 1894 à 1972. Pendant les premières Olympiades, un nouveau comité mené par Pierre de Coubertin voit le jour à l'approche de chaque Jeux et disparait après la clôture. C'est à partir de 1913 qu'il connaît une certaine stabilité avec Justinien Clary à la présidence. Armand Massard lui succède en 1933 et Jean de Beaumont clôt la liste des présidences du comité olympique français qui fusionne en 1972 avec le Comité national des sports (CNS) pour fonder le Comité national olympique et sportif français (CNOSF).

## L'ère Coubertin 1894-1913

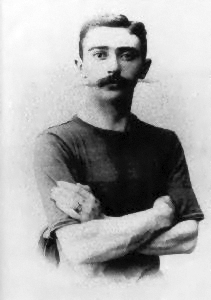
Baron Pierre de Coubertin

À l’automne 1894, diverses personnalités réunies autour de Pierre de Coubertin constituent en France un comité national olympique dont Félix Faure, président de la République, accepte la présidence d’honneur. Sa finalité est d’assurer la participation française aux premiers Jeux olympiques et de préparer la célébration de la seconde Olympiade prévue pour 1900 à Paris. L'attribution des Jeux à Paris est en effet inscrite au point 13 de la déclaration de rétablissement des Jeux olympiques du 23 juin 1894 à l'occasion du premier congrès olympique.

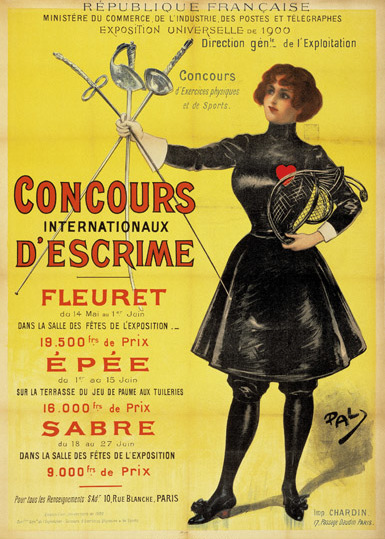
Affiche des Jeux olympiques de 1900.

En dépit des réserves de Pierre de Coubertin qui juge le programme « mesquin et indigne de la nation » sa volonté d'imposer l'idée olympique débouche au printemps 1899 sur la reconnaissance des concours internationaux d'exercices physiques et de sports prévus par l'organisation de l’Exposition universelle de 1900 comme des Jeux olympiques. Ceux-ci se déroulent sur 5 mois essentiellement au bois de Vincennes — desservi par la première ligne de métro parisien — où est construit un vélodrome d'une capacité de 40 000 places. Avec 58 731 participants tous les pays sportifs sont représentés ainsi que la quasi-totalité des disciplines pratiquées et le succès reste considérable : « Jamais  le sport n'a été plus en honneur que cette année, jamais il n'a autant préoccupé la foule » (L'Auto-Vélo). 
Dès l'année suivante l'Union des sociétés françaises de sports athlétiques (USFSA) et l’Union vélocipédique de France tentent de constituer un comité des fédérations. La Fédération française des sociétés d'aviron (FFSA), celle de boxe et la fédération nationale d’escrime se rallient au projet auquel l'Union des sociétés de gymnastique de France (USGF) et celle de tir apportent également leur soutien. Mais ce n'est que le 23 mai 1908 que le Comité national des sports (CNS), « syndicat des Fédérations Sportives », voit le jour grâce à Frantz Reichel, futur secrétaire général de l’organisme qui est présidé par Duvigneau de Lanneau. Notons que l'année précédente, les membres français du Comité international olympique (CIO), Pierre de Coubertin, le gymnaste Ernest Callot, l'escrimeur Henry Hébrard de Villeneuve et le comte Albert Bertier de Sauvigny décident la constitution d'un nouveau comité olympique français à I’Automobile Club de France le jeudi 17 janvier 1907.

## Justinien Clary, 1913-1933

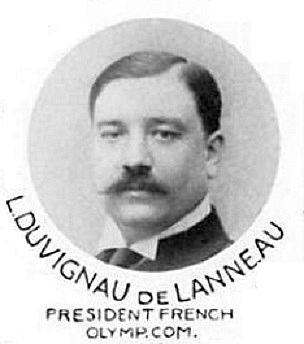
L. Duvignau de Lanneau, Président du Comité Olympique Français en 1912.

Logo des Jeux olympiques d'été de Paris en 1924

En 1913, le comité olympique français est rattaché au CNS. Les deux entités disposent d’un siège social commun, d'un bureau et un président unique : Justinien Clary. Au sortir de la Grande Guerre, sa présidence est marquée par la candidature des Jeux de Paris, que le baron Pierre de Coubertin souhaite organiser en France avant de céder la présidence du CIO. Malgré le peu d'enthousiasme du-dit comité, celui-ci emporte la décision avec l'appui des deux membres français, Justinien Clary et le comte de Polignac, lors du congrès de Lausanne en juin 1921. L'année suivante le comité olympique français bénéficie de la reconnaissance d’utilité publique.
Clary soutient aussi devant le CIO le projet des Jeux olympiques d'hiver. Il est entendu et une semaine internationale des sports d'hiver est organisée à Chamonix la même année que les Jeux de Paris. Le secrétariat du comité d'organisation est assuré par Frantz Reichel, secrétaire général du CNS. Le 5 juillet 1924, la cérémonie d'ouverture est présidée par Gaston Doumergue, président de la République française, le baron Pierre de Coubertin, encore président du CIO. Le discours de clôture est prononcé par Justinien Clary, président du comité d'organisation. L'année suivante, le comité olympique français et le CNS se dotent d’un bureau et d’une présidence distincts (Gaston Vidal puis Jules Rimet pour le CNS) et s’affirment dans leurs missions respectives : le CNS traite de sujets communs à l’ensemble des fédérations françaises et le comité olympique français assure la logistique et les transports de la délégation française à l’occasion des Jeux olympiques.
Il doit gérer l'admission des femmes aux Jeux olympiques d'été de 1928 à Amsterdam, la logistique complexe du déplacement à Los Angeles pour les Jeux olympiques d'été de 1932 et aussi quelques problèmes hexagonaux délicats comme la disqualification de Jules Ladoumègue pour professionnalisme la même année.

## Armand Massard 1933-1967

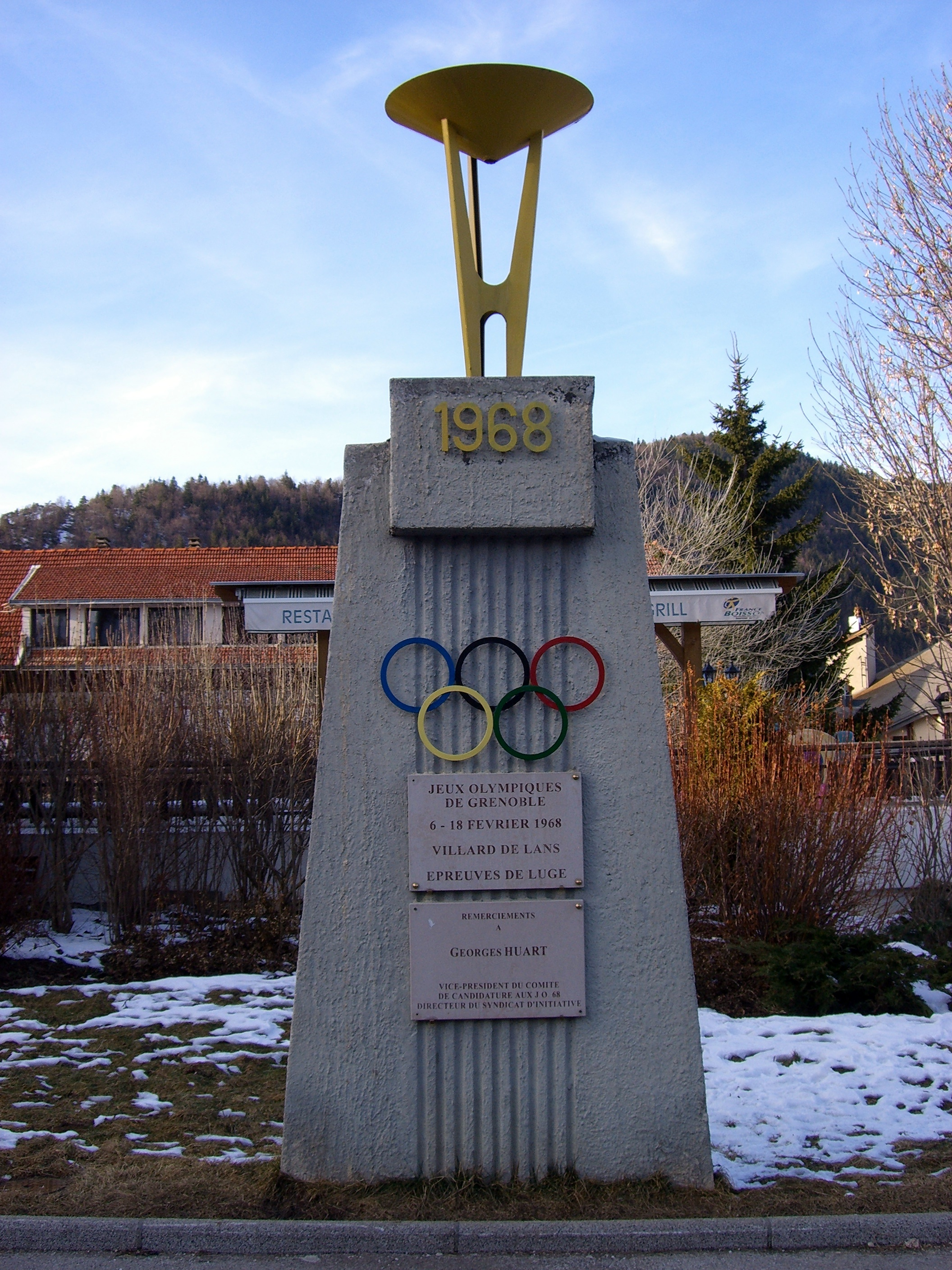
Monument des JO de 1968 à Villard-de-Lans

Champion olympique à l'épée en 1920 aux Jeux d'Anvers, Armand Massard gagne encore le bronze par équipe en 1928 aux Jeux d'Amsterdam. Président du comité olympique français de 1933 à 1967 il connaît 6 olympiades à ce poste. Lors des Jeux de Berlin en 1936, Léon Blum que le Front populaire vient de porter au pouvoir est partisan du boycott. Mais pressé par l'urgence et désireux de détourner l'attention des médias et du peuple des réformes, il finit par donner son accord à la participation des athlètes français. Lors de son dernier mandat Armand Massard présente avec succès la candidature et suit la préparation des Jeux olympiques d'hiver qui ont lieu à Grenoble (Isère, France) du 6 au 18 février 1968. Il est également vice-président du CIO.

## Jean de Beaumont 1967-1971
Jean de Beaumont participe au concours de tir des Jeux olympiques d'été de 1924 et termine par ailleurs vice-champion du monde puis 3e aux championnats d'Europe des concours internationaux de fosse olympique organisés en 1934 à Budapest. Élu à la présidence du comité olympique français en 1967, il lui revient dès son élection de présider aux côtés du général de Gaulle les festivités des Jeux de Grenoble. Dès l'année suivante se développe un projet de fusion entre le CNS et le COF afin de reconstituer l’unité du mouvement sportif français. Après modification des statuts COF et la dissolution du CNS, le Comité national olympique et sportif français (CNOSF), dont Claude Collard devient premier président, voit le jour le 22 février 1972.